# 龍馬郵便局
龍馬郵便局（りょうまゆうびんきょく）とは、高知県高知市上町一丁目にある郵便局である。民営化前の分類では無集配特定郵便局であった。

## 概要
住所：〒780-0901 高知市上町一丁目8番18号
日本初の、実在した人物の名前がついた郵便局である。当郵便局前に坂本龍馬の銅像が置かれており、当郵便局の窓口からハガキを出すと、坂本龍馬の消印を押してもらえる。

## 沿革
- 1888年（明治21年）9月16日 - 開設。
- 1970年（昭和45年）3月30日 - 高知升形（こうちますがた）郵便局から高知上町一（こうちかみまちいち）郵便局に改称。
- 1999年（平成11年）8月9日 - 龍馬郵便局に改称。
- 2007年（平成19年）10月1日 - 民営化に伴い、郵便局株式会社龍馬郵便局となる。
- 2012年（平成24年）10月1日 - 日本郵便株式会社発足に伴い、日本郵便株式会社龍馬郵便局となる

## 風景印
- 表記は『高知龍馬』
- 図案は『坂本龍馬像』・『坂本龍馬誕生地碑』
- 使用開始日は1999年（平成11年）8月9日

## 取扱内容
- 郵便、印紙、ゆうパック（チルドゆうパックを除く）、内容証明
- 貯金、為替、振替、振込、国際送金、国債
- 生命保険、バイク自賠責保険、がん保険
- ゆうちょ銀行ATM

## 周辺
- 坂本龍馬生誕地
- 高知市立龍馬の生まれたまち記念館
- 鏡川
- 国道33号

## アクセス
- とさでん交通伊野線 上町一丁目停留場から徒歩約3分、枡形停留場から徒歩約4分
- とさでん交通バス 上町一丁目停留所下車
- 高知自動車道 高知ICから南西へ約6km
- 駐車場あり：3台